# La Bionda (gruppo musicale)
La Bionda è stato un duo musicale formato dai fratelli Carmelo La Bionda, (Ramacca, 2 febbraio 1949 - San Donato Milanese, 5 novembre 2022) e Michelangelo La Bionda (Ramacca, 25 agosto 1952) (noti anche col nome artistico D. D. Sound e altri pseudonimi), considerati tra gli inventori dell'italo disco.

## Storia del gruppo
Dopo gli studi, scientifici (Carmelo) e classici (Michelangelo), scrivono i primi brani musicali, che poi verranno affidati alle voci di Mia Martini, Ornella Vanoni, Ricchi e Poveri. Nel 1972 partecipano al Festival di Musica d'Avanguardia e di Nuove Tendenze, quindi lavorano come turnisti in sala di registrazione. Entro pochi anni riusciranno a imporsi sulla scena musicale internazionale come compositori, artisti, produttori discografici ed editori. Come autori debuttano nel 1970 con Primo sole, primo fiore interpretata dai Ricchi e Poveri al Festival della canzone di Venezia. Nei primi anni settanta incidono due album acustici, Fratelli La Bionda s.r.l. (1972), con la partecipazione amichevole di Eugenio Finardi, e Ogni volta che tu te ne vai (registrato negli Apple Studios dei Beatles a Londra nel 1974). Al piano si avvalgono del talento del grande Nicky Hopkins, al tempo noto per aver partecipato alla realizzazione di diversi album di prestigiosi artisti, tra i quali soprattutto i Rolling Stones, dei quali era divenuto un collaboratore fisso. Scrivono per Mia Martini Neve bianca, Amica, Gentile se vuoi, Mi piace, Suite per un'anima e Michelangelo è coautore, con Bruno Lauzi, di Piccolo uomo.
Nel 1974 i La Bionda incontrano Amanda Lear e ne diventano produttori discografici, contribuendo al suo successo internazionale. Nel 1975 suonano le chitarre acustiche nell'album Vol. 8 di Fabrizio De André con Francesco De Gregori. Michelangelo La Bionda è coautore, con Bruno Lauzi, della musica della canzone Virgola, interpretata da Jocelyn Hattab. Come direttore artistico della Baby Records, Michelangelo ha curato gli esordi di Pupo e Stephen Schlaks e coordinato il successo in Europa dei I Santo California con il brano 'Tornerò'.
La loro grande popolarità giunge dopo la svolta verso la nascente discomusic. Per sviluppare il loro progetto si trasferiscono a Monaco, centro della disco europea. I primi grandi successi giungono sotto lo pseudonimo di D. D. Sound, una specie di seconda identità (esclusivamente disco), che li accompagnerà per tutta la carriera discografica. Disco Bass e Burning Love sono i primi successi internazionali. Disco Bass divenne molto noto in Italia come sigla storica della prima edizione a colori de La Domenica Sportiva. Nel 1977 riscuotono grande successo con  1, 2, 3, 4. Gimme Some More, brano con un inconsueto riff di armonica a bocca. Alle loro produzioni partecipano il famoso tecnico del suono Jurgen Koppers (Donna Summer) e musicisti di reputazione internazionale. Tra questi Keith Forsey, produttore dei Simple Minds, di Billy Idol, autore di Don't You Forget about Me e Oscar Winner con la canzone What a feeling, con Irene Cara, in Flash Dance.
I Fratelli La Bionda decidono di produrre nuovi progetti musicali, per i quali lo pseudonimo D. D. Sound (la scelta di questo nome è ispirata alla scelta di Barry White di firmare alcuni dischi con la Love Unlimited Orchestra parallelamente a quelli attribuiti a suo nome) non è più appropriato perché identificativo della loro produzione strettamente Disco. Così si ripropongono con il loro vero nome. Nel 1978 pubblicano quindi l'album La Bionda che contiene Sandstorm, la ballata There for me, registrata in seguito da Sarah Brightman, da Dalida, con testo francese del paroliere Pierre Delanoë, da Patty Pravo e da Paul Potts vincitore nel 2007 di Britain's Got Talent . E, soprattutto contiene il loro, ancora oggi, successo mondiale One For You, One For Me.
Dal 1978 al 1981 pubblicano gli album Bandido, High Energy e l'innovativo electropop brano cult I Wanna Be Your Lover (campionato da Caparezza nel suo brano Titoli e riproposto dal Genio nel 2009) e due album Disco col nome D.D. Sound, Café e The Hootchie Cootchie, seguiti dai singoli Boxes e Wake Up in the Night. A partire dai primi anni ottanta i Fratelli La Bionda si concentrano sulla composizione e sulla produzione musicale, e nell'attività di produttori e editori musicali. Compongono colonne sonore di film di successo di Sergio Corbucci, tra i quali Poliziotto superpiù, Super Snooper, Chi trova un amico, trova un tesoro (Bud Spencer e Terence Hill), A tu per tu (con Johnny Dorelli e Paolo Villaggio), Questo e quello, Roba da ricchi, Bello mio, bellezza mia (con Giancarlo Giannini e Mariangela Melato) e di Bruno Corbucci (Cane e gatto e il famosissimo Miami Supercops - I poliziotti dell'8ª strada) sempre con Bud e Terence, e di serie televisive come L'ispettore Giusti con Enrico Montesano. Per la pubblicità compongono e producono jingle e diverse sigle come la celebre sigla dei premi del Telegatto Sorrisi is Magic per Sorrisi e Canzoni , Gran Premio Internazionale dello Spettacolo. Compongono le celebri Cuore di Panna (Cornetto Algida), I'm Coming Home (Aspirina Bayer) e realizzano le versioni di vari spot Coca-Cola Sensazione unica. Poi scrivono per McDonald's Succede solo da McDonald. Nel 2009 1, 2, 3, 4… Gimme Some More viene registrato nuovamente in versione speciale per la campagna 'Più carica', con Ilary Blasi e Gennaro Gattuso per Vodafone e una nuova versione di One For You, One For Me per lo spot Mediaset Premium.
Nel 1983 producono lo spettacolo itinerante di danza Dalle punte al rock con Oriella Dorella, etoile (e prima ballerina della Scala), e con Enzo Paolo Turchi (primo ballerino e coreografo). Michelangelo e Carmelo sono sempre stati vicini al mondo del balletto (tra l'altro sono stati amici personali di Rudol'f Nureev); da qui la loro idea di portare in giro per l'Italia questo spettacolo di danza classica e moderna da loro finanziato e proposto con successo al grande pubblico.
Nel 1983 inizia anche la loro fruttuosa collaborazione con i Righeira coi quali scrivono e producono Vamos a la playa, No tengo dinero e L'estate sta finendo, e dopo tanti collaboratori internazionali si avvalgono dell'aiuto di Sergio Conforti, in arte Rocco Tanica, pianista e componente del gruppo Elio e le Storie Tese. Nel 1984 Carmelo pubblica il brano da solista I Love You; nel 2010 i Neon Indian, band dell'avanguardia newyorchese, campiona il loro brano You're So Fine.. L'anno successivo sempre Carmelo, con la denominazione On Air, realizza il singolo Movies composto con Michelangelo.
Il loro paroliere dei testi inglesi è Richard Palmer James, storico paroliere dei King Crimson e cofondatore e componente dei Supertramp.
Negli anni ottanta i due musicisti aprono gli studi di registrazione Logic Studios a Milano: qui negli anni successivi ospitano artisti di fama mondiale come, Ray Charles, Robert Palmer, Paul Young.
I Depeche Mode vi registrano Violator (uno degli album più importanti della loro carriera, che contiene Personal Jesus), e tra i più recenti artisti che hanno inciso ai Logic Studios figurano Laura Pausini, Nek, Alessandra Amoroso, Rihanna, Pooh, Simona Molinari, Peter Cincotti, Simple Plan, Lady Gaga, e l'amico, e dichiarato ammiratore, Paolo Nutini. Tra i produttori musicali invece vanno citati Hugh Padgham, (Police, Phil Collins), Dado Parisini (Laura Pausini, Nek, Irene Grandi, L'Aura) e RedOne, produttore di Lady Gaga, e di Jennifer Lopez, On the Floor. I Logic Studios non sono più in attività pubblica dal 2013.
Michelangelo La Bionda è autore della versione italiana della canzone My Heart Will Go On, tema del film Titanic, per la versione di Sarah Brightman e quella del tema del film Pearl Harbor sempre per la stessa artista. Nel febbraio 2012 scrivono le musiche originali per la sfilata della collezione di Lorenzo Riva. Nel giugno 2012 realizzano la musica per il commercial Fiat Gamma 1 €.
Nel dopofestival di Sanremo 2014 incontrano Paolo Nutini, e progettano di realizzare insieme una nuova versione di I wanna be your lover. Dal 2011 Carmelo la Bionda si occupa prevalentemente di scrivere colonne sonore. Nel 2016 ha realizzato il trailer del film Il missionario - La preghiera come unica arma di Marcelo Torcida per la Dominus Production. Mentre Michelangelo gestisce l'attività di sfruttamento, sulle piattaforme digitali e sul proprio canale YouTube, delle loro numerose produzioni discografiche. Viene eletto nel collegio dei Probiviri dell'AFI, Associazione Fonografici Italiani, aderente a Confindustria, carica che lascerà nel 2021.
Nel 2021 partecipano, anche se sempre restii all'autocelebrazione, alla trasmissione televisiva di RAI1 Oggi è un altro giorno, nella quale Serena Bortone dedica loro lungo spazio, ripercorrendo le fasi più salienti della loro cinquantennale carriera professionale.
Carmelo La Bionda è morto a San Donato Milanese il 5 novembre 2022, all’età di 73 anni, a causa di un tumore contro il quale combatteva da più di un anno.
One for you one for me in New Version viene utilizzata negli USA dalla grande catena di negozi Walmart per la loro campagna pubblicitaria TV del Natale 2023 'Make it Equal'. Michelangelo dal 1985 si è sempre occupato, tramite le proprie Edizioni Musicali, di gestire un vasto catalogo di opere musicali di autori internazionali.
Terminata l'attività del duo a seguito della morte del fratello, Michelangelo ha ripreso gli studi di letteratura latina e greca e di chitarra classica.
Nel 2024 la canzone One For You, One For Me, è stata utilizzata nel film THE BRUTALIST di Brady Corbet, con Adrien Brody, vincitore di 3 Golden Globe e 3 premi Oscar.

## Discografia parziale

### DiscografiaLa Bionda

#### Album
- 1972 – Fratelli La Bionda s.r.l. (Dischi Ricordi, SMRL 6099, LP)
- 1975 – Ogni volta che tu te ne vai (Dischi Ricordi, SMRL 6171, LP)
- 1977 – Tutto va bene (Baby Records, LPX 016, LP)
- 1978 – La Bionda (Baby Records, LPX 24, LP)
- 1979 – Bandido (Baby Records, LPX 30, LP)
- 1979 – High Energy (Baby Records, BR 56001, LP)
- 1980 – I Wanna Be Your Lover (Baby Records, BR 56018, LP)
- 1998 – InBeatween (Universal, CD)

#### Singoli
- 1973 – Chi/Fragole e nostalgia (Dischi Ricordi, SRL 10.698, 7″)
- 1975 – Ogni volta che tu te ne vai/Prigioniera (Dischi Ricordi, SRL 10.759, 7″)
- 1977 – Prisoner/Come down easy (Baby Records, BR 027, 7″)
- 1978 – There for me/One for you, one for me (Baby Records, BR 056, 7″)
- 1978 – Baby make love/There's no other way (Baby Records, BR 074, 7″)
- 1979 – Bandido/Welcome home (Baby Records, BR 084, 7″, 12″)
- 1979 – Disco roller/Tune it up (Baby Records, BR 50201, 7″)
- 1979 – I Got Your Number/Listen to my heart (Baby Records, BR 50206, 7″)
- 1980 – I Wanna Be Your Lover/Actionn (Baby Records, BAB 03-2, 7″)
- 1981 – Boxes/La la love you (Baby Records, BR 50246, 7″)
- 1984 – I love you/Let's ask the night (Blond Records, BLDA 124559, 7″) (solo Carmelo La Bionda)
- 1998 – Eeah Dada! (Universal, CDsingle, 12″)
- 2009 -  One for you, one for me - New Version Re recording (La Bionda Music snc)
- 2013 – Come Back To My Life (Feat Zilla) (Red Bullet)

#### Colonne sonore
- 1980 – Poliziotto superpiù
- 1981 – Chi trova un amico, trova un tesoro
- 1982 – Bello mio, bellezza mia
- 1983 – Cane e gatto
- 1983 – Questo e quello
- 1984 – A tu per tu
- 1985 – Miami Supercops - I poliziotti dell'8ª strada
- 1987 – Roba da ricchi
- 1987 – L'estate sta finendo
- 1991 – Dedra in sogno
- 1995 – Ragazzi della notte
- 1997 – Potenza virtuale
- 1999 – L'ispettore Giusti
- 2001 – Survivor

### DiscografiaD.D. Sound

#### Album
- 1977 – Burning Love (LP)
- 1977 – 1, 2, 3, 4… Gimme Some More! (LP)
- 1978 – Cafè (LP)
- 1979 – The Hootchie Cootchie (LP)

#### Singoli
- 1977 – Disco bass/(instrumental) (Baby Records, BR 031, 7″)
- 1977 – Burning love/Shopping baby (Baby Records, BR 041, 7″)
- 1977 – 1, 2, 3, 4... Gimme Some More/We like it (Baby Records, BR 045, 7″)
- 1978 – Hawaii calls me home/Sweet freedom (Baby Records, BR 065, 7″)
- 1978 – She's not a disco lady/Café (Baby Records, BR 069, 7″)
- 1979 – The hootchie cootchie (Huci-Cuci)/(instrumental) (Baby Records, BR 093, 7″)
- 1981 – Wake up in the night/The night they invented disco (Baby Records, BR 50248, 7″F)

### DiscografiaThe Oceans aka The Fantastic Oceans

#### Album
- 1980 – Supersnooper (Poliziotto Superpiu') (Durium, LP)
- 1981 – Chi trova un amico trova un tesoro (Baby Records, LP)

#### Singoli
- 1980 – Super Snooper/Do Ya (Durium, 7″, 12″)
- 1980 – Bad Guy, Good Guy/Synth Good Guy (Record Shack Records. 12″)
- 1981 – Movin' Cruisin/Corbucci's Island (Ariola, 7″, 12″)
- - Super Snooper Remixes (senza etichetta, 12″)

### DiscografiaOn Air

#### Singoli
- 1985 – Movies / At The Movies (CGD, 7″, 12″)
- 1985 – Movies (Lato A) / Live Is Life (Doppio Lato A) degli Opus (Paradiso, CGD, cod. YD 697, 7″), edizione realizzata esclusivamente per la Serie Speciale Juke Box.
- 1987 – The Generation Game (CGD, 7″, 12″), tratto dalla colonna sonora del film Roba da ricchi di Sergio Corbucci.

## Logic Studios Milano
Dal 1985 al 2013 negli studi di registrazione e pre-post produzione hanno lavorato i seguenti artisti:

### Artisti
- 883
- Franco Battiato
- Adriano Celentano
- Paola Turci
- Ray Charles
- Charlie
- Gisella Cozzo
- Peter Cincotti
- Depeche Mode
- Giorgia
- Gianluca Grignani
- Irene Grandi
- La Crus
- Lady Gaga
- Salvatore Licitra
- Luciano Ligabue
- Litfiba
- Jennifer Lopez
- Mango
- Mia Martini
- Fiordaliso
- Simona Molinari
- Mousse T.
- Nek
- Robert Palmer
- Gino Paoli
- Laura Pausini
- Piero Pelù
- Pooh
- Rihanna
- Eros Ramazzotti
- Vasco Rossi
- Enrico Ruggeri
- Ivana Spagna
- Syria
- Two Tenors
- Ornella Vanoni
- Antonello Venditti
- Zucchero Fornaciari

### Producers & Sound Engineers
- Umberto Gatica
- Hugh Padgham
- Dado Parisini
- RedOne